# Georg-Gaßmann-Stadion
Das Georg-Gaßmann-Stadion ist ein Fußballstadion mit Leichtathletikanlage der Kategorie B im Innenstadtteil Ockershausen der hessischen Universitätsstadt Marburg. Es hat eine Kapazität von rund 15.000 Zuschauern und ist damit eine der größten Sportstätten in Mittelhessen.

## Stadion

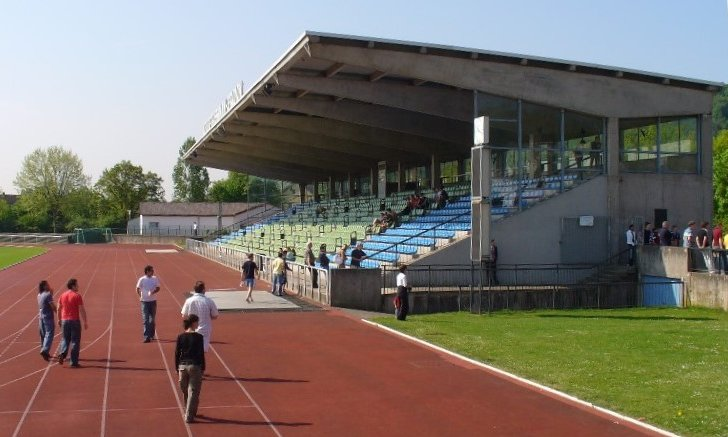
Die Haupttribüne vor dem Umbau in den Jahren 2006 und 2007

Das Georg-Gaßmann-Stadion wurde 1967 fertiggestellt und nach dem ehemaligen Marburger Oberbürgermeister Georg Gaßmann benannt. Neben dem Rasensportplatz verfügt das Stadion über eine komplette Leichtathletikanlage mit einer Kunststoffbahn und Sprunganlage. 2001 wurden die alten Kunststoffbänke der Haupttribüne, auf der rund 2.000 Zuschauer einen Sitzplatz finden können, durch Sitzschalen, die aus dem Fritz-Walter-Stadion in Kaiserslautern stammen, ersetzt. Bis zum Juni 2007 wurde das Stadion renoviert und die komplett überdachte Haupttribüne teilweise umgebaut. Seitdem befinden sich oberhalb der Sitzplätze Logenplätze. Zudem wurden Räume für das Sportamt der Stadt Marburg geschaffen.

## Nebenplätze und Sporthallen
Das Sportgelände besteht neben dem großen Stadion aus weiteren Sportstätten. Unter anderem bestehen zwei Fußball-Kunstrasenplätze sowie ein neu entstehender Kunstrasenplatz für Hockey und zwei Beachvolleyballplätze im Bereich Sportpark, auch Großsportfeld genannt. Außerdem grenzen das Stadion des VfB Marburg sowie der Kunstrasenplatz der Sportfreunde Blau-Gelb Marburg an das Gelände. Zudem befinden sich mit der Georg-Gaßmann-Halle und der Halle der Kaufmännischen Schulen zwei Sporthallen in direkter Nachbarschaft.

## Nutzung
Genutzt wird das Georg-Gaßmann-Stadion von den American-Football-Mannschaft der Marburg Mercenaries. Fußballspiele außerhalb des jüngeren Jugendbereichs finden im Stadion eher selten statt. Ausnahmen bildeten in den vergangenen Jahren Testspiele des VfB Marburg gegen klassenhöhere Mannschaften wie Eintracht Frankfurt oder dem 1. FC Kaiserslautern sowie 2009 und 2010 das Endspiel im Hessenpokal der Frauen. Außerdem steht das Stadion wie auch die umliegenden Anlagen für den Schulsport zur Verfügung.
Im August 2009 fand mit dem Thorpe Cup erstmals ein großer Leichtathletikwettbewerb im Stadion statt. Mehrere tausend Zuschauer sahen den Länderkampf von Zehnkämpfern und Siebenkämpferinnen aus Deutschland und den Vereinigten Staaten. Aufgrund des großen Zuschauerzuspruchs fand der Wettbewerb auch 2010 und 2012 im Georg-Gaßmann-Stadion statt.
Das Endspiel im Hessenpokal 2011 fand am 10. Mai zwischen dem SV Wehen Wiesbaden und dem KSV Hessen Kassel im Georg-Gaßmann-Stadion statt.